# Aureocramboides
Aureocramboides é um gênero de mariposa pertencente à família Crambidae.

## Espécies
- Aureocramboides apollo
- Aureocramboides mopsos[2]